# The Hills (chanson)
Pour les articles homonymes, voir Hills.
Singles de The Weeknd
Earned It
(2014) Can't Feel My Face
(2015)
The Hills est une chanson de The Weeknd sortie le 27 mai 2015. Publiée par les labels XO et Republic Records, elle est le deuxième single extrait de Beauty Behind the Madness, le deuxième album studio du chanteur. En juin 2019, elle reçoit la certification diamant aux États-Unis.
En janvier 2017, le clip vidéo atteint le milliard de visionnages sur YouTube.

## Accueil critique
Le magazine Time publie en décembre 2015 un classement des dix meilleures chansons de l'année dans lequel The Hills est en sixième position. Elle est aussi dixième dans le classement annuel de Billboard et onzième dans celui de Rolling Stone.

## Accueil commercial
La semaine de sa sortie, The Hills entre dans le classement hebdomadaire américain Billboard Hot 100 à la vingtième place, ce qui est le meilleur démarrage de la semaine avec 109 000 téléchargements et 5.2 millions d'écoutes en streaming. Dans le classement daté du 3 octobre 2015, elle atteint la première position, en remplacement de Can't Feel My Face, un autre single de The Weeknd qui devient le onzième artiste à s'auto-remplacer à la tête du Billboard Hot 100. The Hills reste six semaines consécutives en tête de ce classement,.
Le single se classe aussi dans d'autres tops américains. La semaine de sa sortie, il occupe la troisième place du R&B Songs (en) et la septième place du Hot R&B/Hip-Hop Songs. Le 3 octobre 2015, il atteint la première position du classement Streaming Songs avec 18.3 millions d'écoutes en streaming et du Hot R&B/Hip-Hop Songs ainsi que la deuxième position du Digital Songs avec 103 000 téléchargements et la troisième position du Radio Songs.
Le 28 juin 2019, la RIAA accorde la certification diamant à la chanson après que ses ventes aient dépassé les dix millions d'unités,. The Weeknd est le vingt-sixième artiste à voir une de ses chansons certifiée diamant aux États-Unis.

## Certifications
| Région | Certification | Ventes/Streams |
| --- | ------------- | -------------- |
| Australie (ARIA) | 3 × Platine   | 210 000^       |
| Belgique (BEA) | Or            | 15 000*        |
| Canada (Music Canada) | 3 × Platine   | 240 000^       |
| Danemark (IFPI Danmark) | Platine       | 60 000^        |
| Espagne (Promusicae) | Or            | 20 000^        |
| États-Unis (RIAA) | Diamant       | 10 000 000‡    |
| Italie (FIMI) | Platine       | 50 000‡        |
| Norvège (IFPI Norway) | Or            | 2 000 000‡     |
| Nouvelle-Zélande (RMNZ) | 2 × Platine   | 30 000*        |
| Pologne (ZPAV) | 3 × Platine   | 60 000*        |
| Royaume-Uni (BPI) | 2 × Platine   | 400 000‡       |
| *Ventes selon la certification ^Mise en rayon selon la certification xNon précisé par la certification ‡ventes/streaming selon la certification |               |                |